# لورا هارفي
لورا هارفي (بالإنجليزية: Laura Harvey)‏ هي لاعبة كرة قدم ومدربة كرة قدم بريطانية، ولدت في 15 مايو 1980 في نانيتون ‏ في المملكة المتحدة. لعبت مع وولفرهامبتون واندررز.

## وصلات خارجية
- لورا هارفي على موقع قاعدة بيانات كرة القدم.إي يو (الإنجليزية)
- لورا هارفي على موقع عالم كرة القدم.نت (الإنجليزية)